# Pabstiella brachystele
Pabstiella brachystele är en orkidéart som beskrevs av Guy Robert Chiron och N.Sanson. Pabstiella brachystele ingår i släktet Pabstiella och familjen orkidéer. Inga underarter finns listade i Catalogue of Life.